# Consenso Popular
Consenso Popular war eine konservative Partei in Bolivien, welche von Óscar Ortiz Antelo gegründet wurde. Bei den Präsidentschaftswahlen 2009 bildete sie eine Allianz mit der Unidad Nacional und war so die größte oppositionelle Kraft. Während der Wahlen 2010 unterstützte sie den Kandidaten Rubén Costas.